# Marita Petersen
Marita Petersen (Vágur, 1940. október 21. – Tórshavn, 2001. augusztus 26.) feröeri tanár és politikus, a Javnaðarflokkurin (Szociáldemokrata Párt) elnöke. 1993-tól 1994-ig Feröer miniszterelnöke volt. Ő volt az első nő ezen a poszton, és ebben az időszakban (II. Margit dán királynő révén) az államfő is nő volt.

## Pályafutása
Tanári diplomáját 1964-ben szerezte meg a dániai Hellerup Seminariumban, majd 1980-ban kiegészítő képzést végzett a Danmarks Lærerhøjskolén. 1989-ig általános iskolai tanárként dolgozott.
1988-ban választották a Løgting tagjává. 1991-1993-ig kulturális és oktatási miniszteri posztot töltött be. 1993-tól 1996-ig a szociáldemokraták elnöke volt. 1993-ban miniszterelnökké választották, a tisztséget 1994-ig töltötte be. Ezt követően 1995-ig a házelnöki teendőket látta el. 2001-ben rákban halt meg.

## Magánélete
Szülei Sámal Johansen Haldarsvíkból (1899-1991) és Anna Elisabeth Matras Viðareiðiből (1904-1988). 1962-ben feleségül ment Kári Dalsgaard Petersen ügyvédhez (szül. Velbastaður, 1936), akivel három gyermekük született: Atli (1963), Uni (1965) és Búi (1970).

## Fordítás
- Ez a szócikk részben vagy egészben a Marita Petersen című német Wikipédia-szócikk ezen változatának fordításán alapul.  Az eredeti cikk szerkesztőit annak laptörténete sorolja fel. Ez a jelzés csupán a megfogalmazás eredetét és a szerzői jogokat jelzi, nem szolgál a cikkben szereplő információk forrásmegjelöléseként.

## Külső hivatkozások
- Profilja, Løgtingið 150 - Hátíðarrit, p. 337 (feröeri)
- Marita Petersen, Dansk Kvindebiografisk Leksikon (dán)